# Can Serra (Sant Joan Despí)
Can Serra és un edifici situat al carrer Major, 33-35 de Sant Joan Despí (Baix Llobregat), inclòs a l'Inventari del Patrimoni Arquitectònic de Catalunya.

## Història
Construït al segle xviii, el 1845 va ser adquirit pel fabricant tèxtil Josep Serra i Marrugat, que el va fer reformar. Durant la primera meitat del segle xx va ser reformat de nou segons els cànons estètics noucentistes.

## Descripció
És un conjunt de diversos cossos amb jardí al darrere, dels quals el principal és de planta quadrangular. La façana de xaloc es composa segons tres eixos d'obertures de llinda plana arrebossada, excepte els tres porxos d'arc de mig punt arrebossat de la part central del pis. El coronament està format per una cornisa amb voladís, que sosté un frontó semicircular a la part central, i un altre de triangular a la façana de mestral amb la data 1746.
La façana lateral presenta quatre eixos d'obertures de llinda plana arrebossada. El parament és arrebossat i decorat amb esgrafiats, que reprodueixen plafons geomètrics i sanefes a l'entorn de les obertures i el coronament. A la façana lateral hi ha esgrafiades les dates 1851-1930 i en un extrem de la de mestral M.DOMINGUEZ/ 18-6-2003.